# 茲諾格山

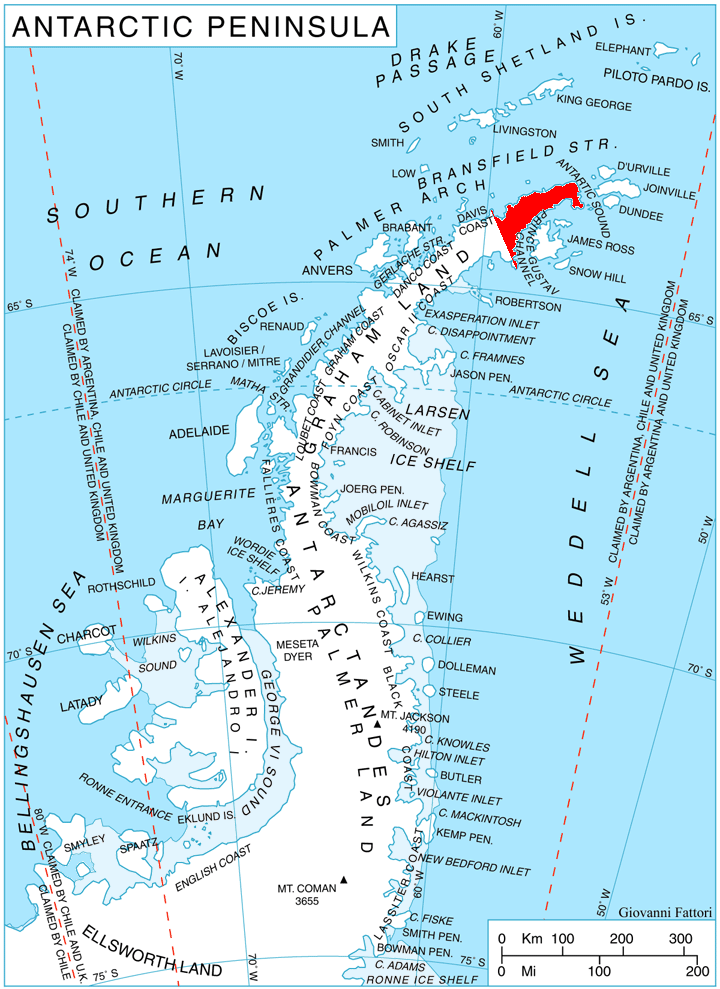

茲諾格山（英語：Zanoge Hill）是南極洲的山丘，位於葛拉漢地的特里尼蒂半島，是斯雷德諾戈里斯基高地西北端，處於伊格納季耶夫山西北面6.53公里、格雷本山以北2.6公里、埃雷米亞山西南面4.78公里和科納峰以西4.41公里，海拔高度710米，以保加利亞西部鄉鎮命名。

## 外部連結
- Trinity Peninsula. Scale 1:250000 topographic map No. 5697. Institut für Angewandte Geodäsie and British Antarctic Survey, 1996.
- SCAR Composite Antarctic Gazetteer （页面存档备份，存于）.

63°34′55″S 58°46′05″W / 63.58194°S 58.76806°W